# 朱期昌
朱期昌（1556年—？年），字辰翁，又字康侯，號朱陵，湖廣黃州府蘄水縣人，明朝政治人物。

## 生平
己酉順天鄉試第十三名舉人，萬曆三十八年（1610年）庚戌科會試五十八名，第二甲第五十六名進士。兵部觀政，四十年授戶部浙江司主事，八月管驗粮廳，四十三年陞貴州司員外郎，四十四年陞浙江司郎中，告病，四十六年補原職，通州穵運。万历四十七年（1619年）五月升任常州府知府。

## 家族
曾祖朱玉珊，恩例冠帶；祖父朱文奎，誥封御史，再封陝西副使；父朱袗，癸丑進士，浙江右參政，晉階通奉大夫；母張氏（封夫人）；生母滕氏（封安人）。永感下。兄朱期至（甲戌進士，河南懷慶知府）；期恒（庠生）；期颐（庠生）；期萃（壬午舉人）；期泰（增生）。弟期同（庠生）；期豫（庠生）；期有（庠生）。